# Liste des intercommunalités en Guadeloupe
Le département de la Guadeloupe  compte 5 communautés d'agglomération et 1 communauté de communes :

## Intercommunalités à fiscalité propre
| Forme juridique            | Nom                     | no SIREN  | Date de création | Nombre de communes | Population (der. pop. légale) | Superficie (km2) | Densité (hab./km2) | Siège          | Président      | Type de fiscalité |
| -------------------------- | ----------------------- | --------- | ---------------- | ------------------ | ----------------------------- | ---------------- | ------------------ | -------------- | -------------- | ----------------- |
| Communauté d'agglomération | CA du Nord Basse-Terre  | 249710062 | 30 décembre 2010 | 6                  | 77 877 (2021)                 | 464,80           | 168                | Sainte-Rose    | Guy Losbar     | FPU               |
| Communauté d'agglomération | CA du Nord Grande-Terre | 200044691 | 1er janvier 2014 | 5                  | 56 372 (2021)                 | 324,60           | 174                | Port-Louis     | Jean Bardail   | FPU               |
| Communauté d'agglomération | CA Grand Sud Caraïbe    | 249710070 | 27 décembre 2001 | 11                 | 76 226 (2021)                 | 343,50           | 222                | Basse-Terre    | Thierry Abelli | FPU               |
| Communauté d'agglomération | CA CAP Excellence       | 200018653 | 30 décembre 2008 | 3                  | 97 513 (2021)                 | 129,90           | 751                | Pointe-à-Pitre | Éric Jalton    | FPU               |
| Communauté d'agglomération | CA La Riviéra du Levant | 200041507 | 1er janvier 2014 | 4                  | 65 860 (2021)                 | 207,60           | 317                | Sainte-Anne    | Cédric Cornet  | FPU               |
| Communauté de communes     | CC de Marie-Galante     | 249710047 | 18 janvier 1994  | 3                  | 10 467 (2021)                 | 158,0            | 66                 | Grand-Bourg    | Maryse Etzol   | FPU               |

Nota : depuis le 15 juillet 2007, Saint-Barthélemy et Saint-Martin ont changé de statut et ne sont plus communes de Guadeloupe.